# Винкс (8. сезона)
Осма сезона анимиране телевизијске серије Винкс се емитовала од 15. априла до 17. септембра 2019. године на каналу Rai YoYo, предшколском каналу у Италији, Енглеска верзија је имала премијеру 8. јануара 2020. године на каналу Nickelodeon Азија. Сезона се емитовала од 7. фебруара до 4. марта 2021. године на каналу Dexy TV у Србији. Дистрибутер српске синхронизације је предузеће Luxor Co. и синхронизацију је радио студио Облакодер. Сезона нема DVD издања на српском.
Ова сезона је у великој мери преуређена да би привукла предшколску циљану публику и само је слабо повезана са остатком серије. Креативни тим у студија Rainbow SpA (чији је сувласник Viacom) преуредио је ликове да изгледају млађе и линије заплета су поједностављене. Већина дугогодишњих чланова серије није позвана да раде ове сезоне, укључујући уметничког директорка Симона Борселија, који је дизајнирао ликове серије од 1. до 7. сезоне, и певачицу Елису Росели која је извела већину песама.
У другој промени у односу на претходне сезоне, амерички тим канала Nickelodeon служио је као консултант, уместо да је директно надгледао епизоде; у то време Nickelodeon је уместо тога радио са студијом Rainbow на новој копродукцији, Клуб 57. Амерички писци остали су као консултанти за 8. сезону и Пјерлуиђи Газоло наставио је са улогом директора за студио Rainbow SpA. Такође током продукције ове сезоне, творац серије Иђинио Страфи одступио је од фокусирања на серију. Усредсредио се на други рад са каналом Nickelodeon, укључујући Клуб 57, као и на играну адаптацију серије Винкс намењену старијој публици.
Током 2019. године, Страфи је објаснио своје образложење због постепеног смањивања демографске циљне групе серије:
| „ | У последњих десет година, публика анимације је искривила млађу популацију. У данашње време врло је тешко натерати десетогодишњака да гледа цртаће... Обожаваоци претходне серије Винкс кажу на друштвеним мрежама да су нове сезоне детињасте, али не знају да смо то морали да урадимо. | ” |

## Радња
Ноћ звезда је у Меџиксу и Винкс су спремне за чаробну забаву у Алфији. У међувремену, малено створење по имену Твинкли слети у школу након дугог путовања. Након упознавања свог новог малог пријатеља, којег је Стела идентификовала као Лумена, Винкс ће се упутити у космичку авантуру која ће их одвести у границе чаробног свемира. Захваљујући Дорани, краљици Лумена, шест вила добија Космикс, невероватну нову трансформацију засновану на светлости у борби против мистериозних и непредвидивих претњи које угрожавају читав магични универзум. Убрзо се открива да иза свега стоји зли чаробњак Валтор.

## Гласовне улоге
| Улога            | Српски глас            |
| ---------------- | ---------------------- |
| Блум             | Маја Николић           |
| Стела            | Ана Марија Стаменковић |
| Флора            | Јелена Тркуља          |
| Мјуза            | Ђурђина Радић          |
| Техна            | Нина Перишић           |
| Ајша             | Дина Вучај             |
| Твинкли          | Круна Ђорђевић         |
| Ајси             | Александра Белошевић   |
| Дарси            | Ђурђина Радић          |
| Сторми           | Тамара Белошевић       |
| Валтор           | Ненад Стојменовић      |
| Скај             | Стеван Шербеџија       |
| Брендон          | Страхиња Блажић        |
| Ривен            | Милош Ђуровић          |
| Тими             | Александар Кецман      |
| Хелија           | Виктор Влајић          |
| Некс             | Танасије Ћакић         |
| Фарагонда        | Тамара Белошевић       |
| Гризелда         | Александра Белошевић   |
| Визгиз           | Владимир Тешовић       |
| Паладијум        | Предраг Ђорђевић       |
| Нат              | Мирко Јокић            |
| Грифин           | Ђурђина Радић          |
| Мајк             | Данило Михајловић      |
| Ванеса           | Ђурђина Радић          |
| Радијус          | Матија Живковић        |
| Луна             | Драгана Милошевић      |
| Мјеле            | Ана Марија Стаменковић |
| Хо-Бо            | Мирко Јокић            |
| Матлин           | непознато              |
| Тередор          | Мирко Јокић            |
| Ниобе            | непознато              |
| Ерендор          | Предраг Ђорђевић       |
| Лигеа            | непознато              |
| Галатеа          | Драгана Милошевић      |
| Дијаспро         | Нина Перишић           |
| Орион            | непознато              |
| Дорана           | Драгама Роксандић      |
| Арген/Опскурум   | Виктор Влајић          |
| Звезда Падалица  | непознато              |
| Шаманска вештица | Александра Хлишћ       |
| Сафир            | непознато              |
| Лумила           | непознато              |
| Гринд            | непознато              |

## Епизоде
| Бр. еп. (укупно) | Бр. еп. (у сезони) | Наслов                        | Датум емитовања у Италији | Датум емитовања у Србији |
| ---------------- | ------------------ | ----------------------------- | ------------------------- | ------------------------ |
| 183              | 1                  | Ноћ звезда                    | 15. април 2019.           | 7. фебруар 2021.         |
| 184              | 2                  | Краљевство Лумена             | 16. април 2019.           | 8. фебруар 2021.         |
| 185              | 3                  | Напад на језгро               | 17. април 2019.           | 9. фебруар 2021.         |
| 186              | 4                  | Поп звезде!                   | 18. април 2019.           | 10. фебруар 2021.        |
| 187              | 5                  | Орионова тајна                | 19. април 2019.           | 11. фебруар 2021.        |
| 188              | 6                  | Проклетство звезде светионика | 21. април 2019.           | 12. фебруар 2021.        |
| 189              | 7                  | Заробљене на Прометеји        | 22. април 2019.           | 13. фебруар 2021.        |
| 190              | 8                  | У дубинама Андроса            | 23. април 2019.           | 14. фебруар 2021.        |
| 191              | 9                  | Светлост Горгола              | 24. април 2019.           | 15. фебруар 2021.        |
| 192              | 10                 | Хидра се буди                 | 25. април 2019.           | 16. фебруар 2021.        |
| 193              | 11                 | Благо Сидерије                | 26. април 2019.           | 17. фебруар 2021.        |
| 194              | 12                 | Прослава изненађења на Земљи  | 28. април 2019.           | 18. фебруар 2021.        |
| 195              | 13                 | Валторова сенка               | 29. април 2019.           | 19. фебруар 2021.        |
| 196              | 14                 | Звезда падалица               | 29. јул 2019.             | 20. фебруар 2021.        |
| 197              | 15                 | Потрага за главним звездама   | 30. јул 2019.             | 21. фебруар 2021.        |
| 198              | 16                 | Фестивал Спаркса              | 31. јул 2019.             | 22. фебруар 2021.        |
| 199              | 17                 | Хаљина достојна краљице       | 1. август 2019.           | 23. фебруар 2021.        |
| 200              | 18                 | Долина летећих једнорога      | 2. август 2019.           | 24. фебруар 2021.        |
| 201              | 19                 | Кула изнад облака             | 3. август 2019.           | 25. фебруар 2021.        |
| 202              | 20                 | Зелено срце Линфеје           | 11. септембар 2019.       | 26. фебруар 2021.        |
| 203              | 21                 | Такмичење у плесу на Мелодији | 12. септембар 2019.       | 27. фебруар 2021.        |
| 204              | 22                 | Тајна хармоније               | 13. септембар 2019.       | 28. фебруар 2021.        |
| 205              | 23                 | Између земље и мора           | 14. септембар 2019.       | 1. март 2021.            |
| 206              | 24                 | Ледени Дајамонд               | 15. септембар 2019.       | 2. март 2021.            |
| 207              | 25                 | Бела лисица                   | 16. септембар 2019.       | 3. март 2021.            |
| 208              | 26                 | Записано у звездама           | 17. септембар 2019.       | 4. март 2021.            |